# Eastman (Wisconsin)
Eastman è un comune degli Stati Uniti, situato in Wisconsin, nella Contea di Crawford.